# Shi Mingde

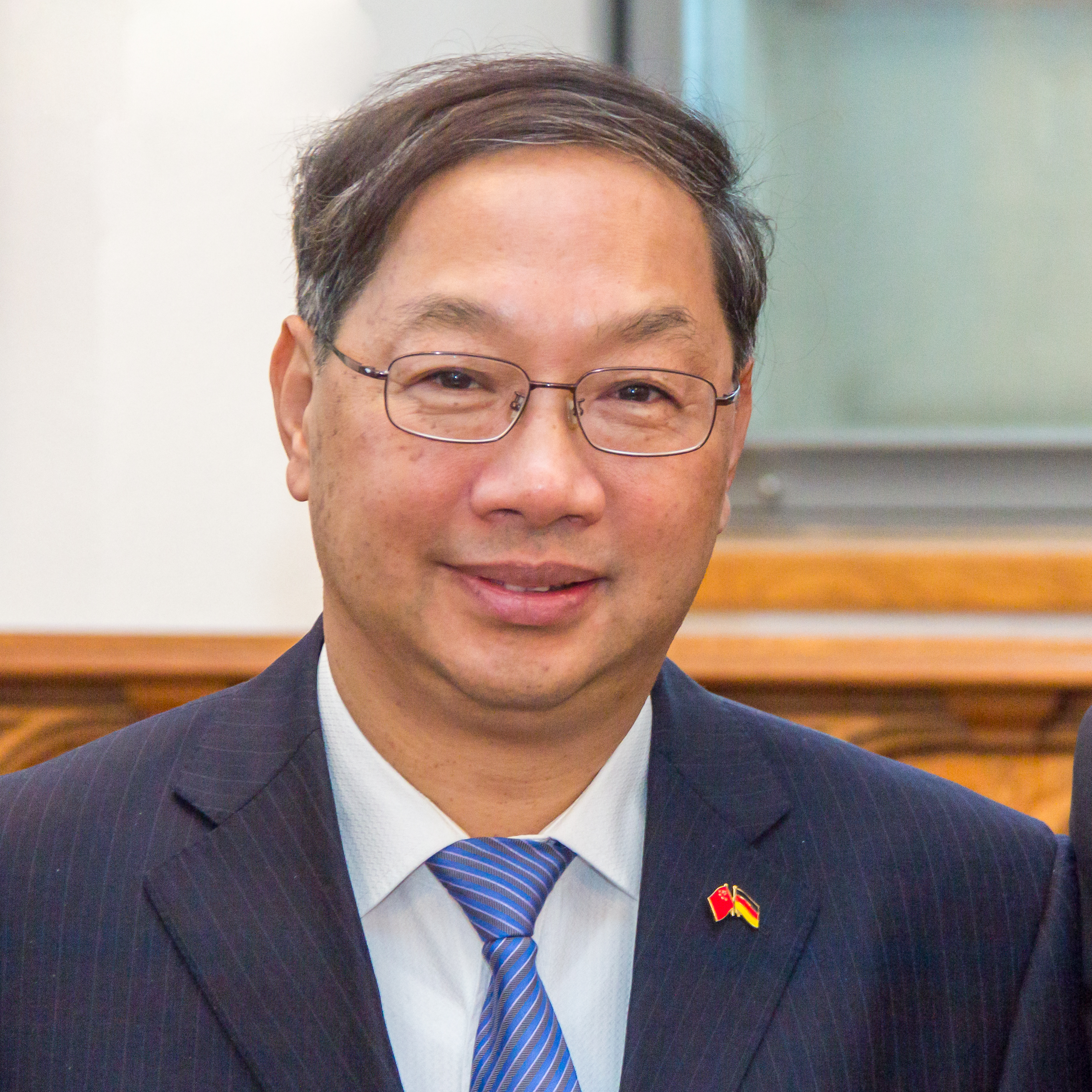
Shi Mingde (2016)

Shi Mingde (chinesisch: 史明德; Pinyin: Shǐ Míngdé; * Dezember 1954 in Shanghai) ist ein chinesischer Diplomat. Von August 2012 bis März 2019 war er außerordentlicher und bevollmächtigter Botschafter der Volksrepublik China in Berlin. Sein Nachfolger auf diesem Posten war von 2019 bis 2024 Botschafter Wu Ken.

## Werdegang
1964 wurde Shi Mingde in das Sonderprogramm der Pekinger Fremdsprachenschule aufgenommen und lernte bis zum Beginn der Kulturrevolution 1966 Deutsch. Er studierte von 1972 bis 1975 in der DDR. 1975 kehrte er nach China zurück und musste elf Monate in der Landwirtschaft arbeiten. Anschließend, von 1976 bis 1981, war er Mitarbeiter der chinesischen Botschaft in der DDR. 1981 heiratete Shi Mingde die Universitätsdozentin und Übersetzerin für die deutsche Sprache Xu Jinghua.
Im selben Jahr wurde er zum Mitarbeiter im Servicebüro für Diplomaten in Peking und kehrte fünf Jahre später als Zweiter Sekretär der Botschaft in die DDR zurück. 1990 wurde Shi Mingde Vizereferatsleiter der Westeuropaabteilung des chinesischen Außenministeriums und 1993 Botschaftsrat in Bonn. Von 1997 bis 2002 war er Botschaftsrat des Planungsstabs und Vizeabteilungsleiter für Westeuropa des chinesischen Außenministeriums. Ab 2002 war er als Gesandter der Botschaft in Berlin tätig, bevor er 2006 zum Generaldirektor des zentralen Büros für auswärtige Angelegenheiten beim Zentralkomitee der Kommunistischen Partei Chinas bestellt wurde. Im August 2010 wurde er für zwei Jahre Botschafter in Wien, ehe er von August 2012 bis März 2019 als Nachfolger von Wu Hongbo das Amt des chinesischen Botschafters in Berlin bekleidete. Sein Beglaubigungsschreiben übergab er dem Bundespräsidenten am 24. August 2012.
Shi Mingde ist verheiratet und hat einen Sohn.

## Publikationen
- Recht oder Politik?, in: FAZ, 21. Mai 2016, S. 8 [Essay in der Rubrik Fremde Federn zur Haltung der VR China zu den Territorialkonflikten im Chinesischen Meer]